# باول كارنو
باول كارنو (بالفرنسية: Paul Carnot)‏ هو طبيب فرنسي، ولد في 16 يناير 1869 في ليموج في فرنسا، وتوفي في 1 أبريل 1957 في باريس في فرنسا.